# Linghem (Svezia)
Linghem è un'area urbana della Svezia situata nel comune di Linköping, contea di Östergötland.
La popolazione risultante dal censimento 2010 era di 2 804 abitanti .